# مو یانگ
مو یانگ (انگلیسی: Mu Ying; ۱۳۴۵ – ۲۳ مارس ۲۰۲۵ (aged 47)) Military general، سیاستمدار و یک ژنرال نظامی چینی در دوران دودمان مینگ و پسر خوانده بنیانگذار آن، امپراتور هونگ‌وو بود.